# Playboy TV
Playboy TV是一家由花花公子企業授權、MindGeek所有的美國有線和衛星電視頻道。該頻道的節目主要注重於成人取向的節目、電影和特別影片。該頻道在瑞典、加拿大、日本、拉丁美洲、紐西蘭、希臘、以色列、伊比利亞（西班牙和葡萄牙）和挪威等國家均有銷售。
2018年4月，Playboy TV為了擴大和發展其在歐洲的業務，而請Marc Dorcel從2018年5月1日起管理其電視業務，包括線性頻道節目、獨家發行和管理VOD內容。該協議將覆蓋歐洲（英國、西班牙和葡萄牙除外）、非洲和中東地區。